# Office central de répression du trafic illicite des drogues et des précurseurs
L'Office central de répression du trafic illicite des drogues et des précurseurs (Ocertid) est un établissement public béninois placé sous l'autorité du ministère de l'Intérieur.

## Historique
L'Office central de répression du trafic illicite des drogues et des précurseurs voit le jour par décret N° 1999-141 du 15 mars 1999  portant création et attributions de l'Office central de répression du trafic illicite des drogues et des précurseurs. Elle est une entité créée au sein de la direction générale de la police nationale.

## Missions et attributions
L'Ocertid est chargée de mener des investigations sur toutes les situations impliquant des drogues à l'échelle nationale, ce qui englobe la surveillance des activités liées au commerce de substances psychotropes et de produits chimiques précurseurs,,,,.